# Codex Uta
Le Codex Uta est un lectionnaire enluminé réalisé à Ratisbonne en Allemagne vers 1020-1025 et commandé par Uta, abbesse du couvent de chanoinesses Niedermünster de Ratisbonne. Il est actuellement conservé à la Bibliothèque d'État de Bavière.

## Historique
Le manuscrit a sans doute été produit par le scriptorium de l'abbaye Saint-Emmeran de Ratisbonne, dirigé par le moine érudit Hartwig, à destination de la chanoinesse Uta, abbesse de l'abbaye Niedermünster de la même ville. Le manuscrit contient en effet une miniature dédiée à Erhard de Ratisbonne (f.4), fondateur du monastère. D'après ce que l'on connaît de la vie de l'abbesse et les éléments de paléographie, le manuscrit a sans doute été commandé et réalisé vers 1025, quelque temps avant la mort de la commanditaire.
La présence du manuscrit est attestée dans ce monastère dès le XVe siècle et il est mentionné dans un inventaire de l'abbaye au XVIe siècle. Après la sécularisation des biens ecclésiastiques au début du XIXe siècle en Bavière, le manuscrit est envoyé en 1811 avec de nombreux autres documents de Ratisbonne à Munich, où il est toujours conservé à la Bibliothèque d'État de Bavière.

## Description
Le manuscrit est un lectionnaire contenant les péricopes des évangiles classés non pas dans l'ordre de la liturgie mais par auteur et évangiles. Le manuscrit était sans doute destiné beaucoup plus à la méditation sur les textes des évangiles que pour suivre les textes au cours des offices liturgiques. Uta est sans doute la commanditaire même de cette conception originale du lectionnaire, devant mener à une réforme monastique inclinant justement à un retour de la communauté vers une méditation des textes par la réflexion intérieure. 
Le manuscrit contient huit miniatures en pleines pages au sujet complexe et servant là encore à la méditation sur les textes. Tout d'abord, quatre miniatures sont situées en frontispice du manuscrit :
- la main de Dieu entourée des Vertus (f.1v) ;
- une scène de dédicace où l'abbesse Uta offre le manuscrit à la Vierge à l'Enfant (f.2r) ;
- la Crucifixion (f.3v) dans laquelle le Christ y est représenté en tunique pourpre et étole de grand prêtre, les yeux ouverts et paisible selon la représentation du Christ triomphant[1] ;
- saint Erhard célébrant l'eucharistie (f.4r).

"
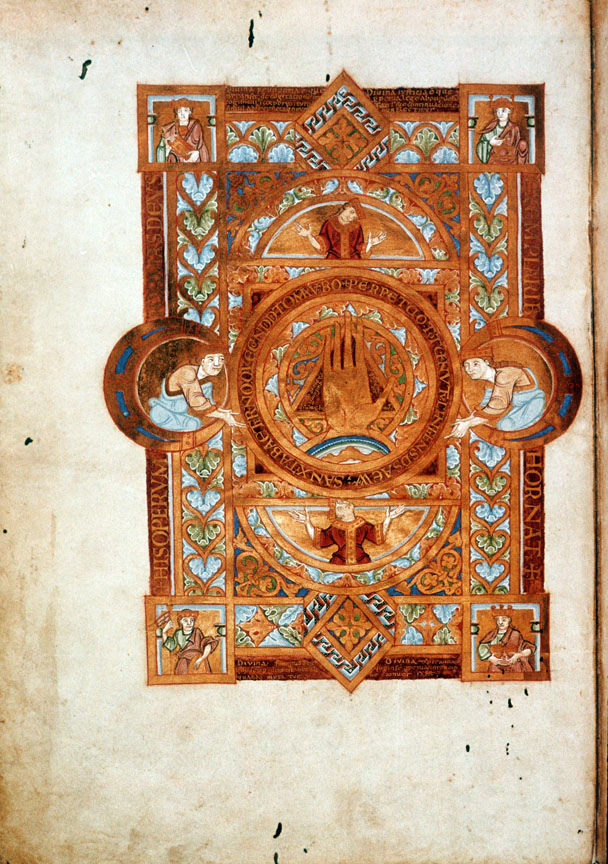
La main de Dieu
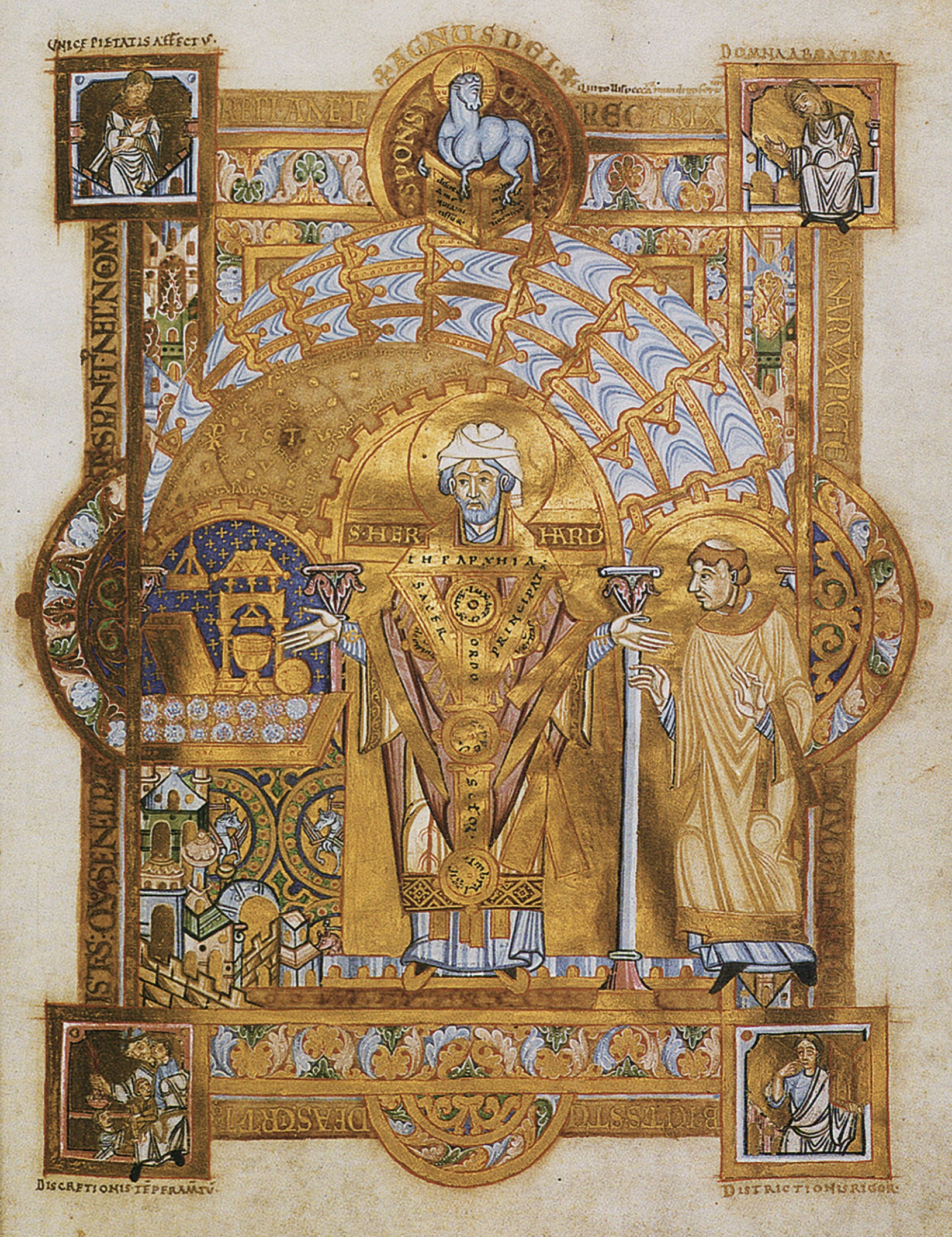
Erhard célébrant l'eucharistie
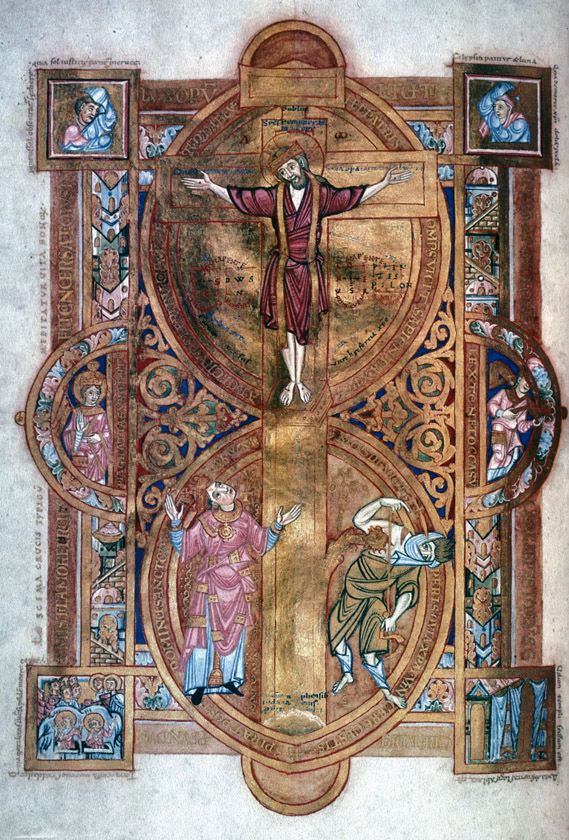
Crucifixion

Ces quatre miniatures mêlent à la fois le texte théologique, les ornements géométriques et une iconographie inspirée de l'enluminure carolingienne et notamment du Codex Aureus de Saint-Emmeran conservé à l'époque à Ratisbonne.
Le manuscrit contient par ailleurs le portrait de chacun des quatre évangélistes.
Sa couverture est décorée d'une plaque d'or décorée d'un christ en gloire gravé en métal au repoussé ainsi que de pierres précieuses.